# Kup Zagrebačkog nogometnog saveza 2017./18.
Kup Zagrebačkog nogometnog saveza za sezonu 2017./18.  
 U kupu nastupaju klubovi s područja Grada Zagreba, a pobjednik i finalist natjecanja natjecanja stječe pravo nastupa u pretkolu Hrvatskog kupa u sezoni 2018./19. 
 Kup je osvojio "Hrvatski dragovoljac", pobijedivši u završnici "Vrapče".

## Sudionici
U natjecanju sudjeluje 48 klubova, prikazani prema pripadnosti ligama u sezoni 2017./18.
| 1. HNL (I.) - Rudeš Zagreb 2. HNL (II.) - Hrvatski dragovoljac Zagreb - Kustošija Zagreb - Lučko - Sesvete 3. HNL – Zapad (III.) - Dubrava Tim Kabel Zagreb - HAŠK Zagreb - Maksimir Zagreb - Špansko Zagreb - Trnje Zagreb - Vrapče Zagreb 4. NL Središte Zagreb (IV.) - Dinamo Odranski Obrež - Jarun Zagreb - Ponikve Zagreb | 1. Zagrebačka liga (V.) - Blato Zagreb - Brezovica - Concordia Zagreb - Ivanja Reka - Mladost Buzin - Odra - Prečko Zagreb - Prigorje Markuševec (Zagreb) - Sesvetski Kraljevec (Sesvete) - Sloga-Gredelj Zagreb - Studentski grad Zagreb - Šparta Elektra Zagreb - Trešnjevka Zagreb - ZET Zagreb | 2. Zagrebačka liga (VI.) - Botinec Zagreb - Čehi (Gornji Čehi) - Čulinec Zagreb - Hrvatski Leskovac - Kašina - Mladost Donji Dragonožec - Nur Zagreb - Polet Sveta Klara (Zagreb) - Prigorje Žerjavinec - Sava Jakuševec (Zagreb) - Sava Zagreb - Tekstilac-Ravnice Zagreb | 3. Zagrebačka liga (VII.) - Bubamara Zagreb - Gavran 2003 Zagreb - Hrašće (Hrašće Turopoljsko) - Mala Mlaka - Omladinac Odranski Strmec - Travno Zagreb - Zelengaj 1948 Zagreb - Zagreb 041 |

Klubovi koji su oslobođeni nastupa zbog dovoljnog koeficijenta za Hrvatski nogometni kup, u kojem nastupaju od šesnaestine završnice: 

1. HNL (I.)
- Dinamo Zagreb
- Lokomotiva Zagreb

3. HNL – Zapad (III.)
- Zagreb

## Rezultati

### Pretkolo
| par                                                       | rez.                                | napomene                                         |
| --------------------------------------------------------- | ----------------------------------- | ------------------------------------------------ |
| 6. rujna 2017.                                            |                                     |                                                  |
| Čehi (Gornji Čehi) – Kašina                               | 0:1                                 |                                                  |
| Sava Zagreb – Travno Zagreb                               | 9:0                                 |                                                  |
| Polet Sveta Klara (Zagreb) – Odra                         | 6:0                                 |                                                  |
| Nur Zagreb – Botinec Zagreb                               | 1:2                                 |                                                  |
| Sava Jakuševec (Zagreb) – Studentski grad Zagreb          | 0:3 p.f.                            | Studentski grad prošao bez borbe                 |
| ZET Zagreb – Zelengaj 1948 Zagreb                         | 5:0                                 |                                                  |
| Tekstilac-Ravnice Zagreb – Prečko Zagreb                  | 2:2 (1:4 11 m)                      | Prečko prošao boljim izvođenjem jedanaesteraca   |
| Bubamara Zagreb – Prigorje Markuševec (Zagreb)            | 1:3                                 |                                                  |
| Brezovica – Zagreb 041                                    | 5:1                                 |                                                  |
| Omladinac Odranski Strmec – Sesvetski Kraljevec (Sesvete) | 0:3 p.f.                            | Sesvetski Kraljevec prošao bez borbe             |
| Ivanja Reka – Gavran 2003 Zagreb                          | 5:0                                 |                                                  |
| Mala Mlaka – Šparta Elektra Zagreb                        | 0:3 p.f.                            | Šparta Elektra prošla bez borbe                  |
| Čulinec Zagreb – Mladost Donji Dragonožec                 | 1:0                                 |                                                  |
| Trešnjevka Zagreb – Hrašće (Hrašće Turopoljsko)           | 3:0 p.f.                            | Trešnjevka prošla bez borbe                      |
| Blato Zagreb – Concordia Zagreb                           | 0:4                                 |                                                  |
| Hrvatski Leskovac – Prigorje Žerjavinec                   | 0:0 (0:3 11 m)                      | Prigorje prošlo boljim izvođenjem jedanaesteraca |
| Mladost Buzin, Sloga-Gredelj Zagreb                       | Mladost Buzin, Sloga-Gredelj Zagreb | slobodni                                         |

 Izvori: 

### Prvo kolo
| par                                                   | rez.           | napomene                                        |
| ----------------------------------------------------- | -------------- | ----------------------------------------------- |
| 19. rujna 2017.                                       |                |                                                 |
| Čulinec Zagreb – Lučko                                | 0:2            |                                                 |
| 20. rujna 2017.                                       |                |                                                 |
| Botinec Zagreb – Špansko Zagreb                       | 3:3 (5:3 11 m) | Botinec prošao boljim izvođenjem jedanaesteraca |
| Trešnjevka Zagreb – Kustošija Zagreb                  | 1:5            |                                                 |
| Šparta Elektra Zagreb – ZET Zagreb                    | 0:4            |                                                 |
| Prigorje Žerjavinec – Trnje Zagreb                    | 0:2            |                                                 |
| Concordia Zagreb – Ponikve Zagreb                     | 0:1            |                                                 |
| Prečko Zagreb – Prigorje Markuševec (Zagreb)          | 1:4            |                                                 |
| Kašina – HAŠK Zagreb                                  | 0:2            |                                                 |
| Sesvetski Kraljevec (Sesvete) – Jarun Zagreb          | 2:1            |                                                 |
| 3. listopada 2017.                                    |                |                                                 |
| Brezovica – Hrvatski dragovoljac Zagreb               | 0:1            |                                                 |
| Polet Sveta Klara (Zagreb) – Dubrava Tim Kabel Zagreb | 0:2            |                                                 |
| Ivanja Reka – Maksimir Zagreb                         | 0:3            |                                                 |
| 4. listopada 2017.                                    |                |                                                 |
| Sloga-Gredelj Zagreb – Dinamo Odranski Obrež          | 1:0            |                                                 |
| Sava Zagreb – Sesvete                                 | 1:5            |                                                 |
| Studentski grad Zagreb – Vrapče Zagreb                | 0:3 p.f.       | Vrapče prošlo bez borbe                         |
| 11. listopada 2017.                                   |                |                                                 |
| Mladost Buzin – Rudeš Zagreb                          | 0:10           |                                                 |

 Izvori: 

### Drugo kolo
| par                                                         | rez.           | napomene                                      |
| ----------------------------------------------------------- | -------------- | --------------------------------------------- |
| 11. listopada 2017.                                         |                |                                               |
| Prigorje Markuševec (Zagreb) – Ponikve Zagreb               | 1:0            |                                               |
| Sloga-Gredelj Zagreb – Botinec Zagreb                       | 1:2            |                                               |
| Dubrava Tim Kabel Zagreb – HAŠK Zagreb                      | 1:3            |                                               |
| Vrapče Zagreb – Maksimir Zagreb                             | 1:0            |                                               |
| 18. listopada 2017.                                         |                |                                               |
| Rudeš Zagreb – Sesvete                                      | 2:0            |                                               |
| 25. listopada 2017.                                         |                |                                               |
| Kustošija Zagreb – Trnje Zagreb                             | 3:1            |                                               |
| Lučko – ZET Zagreb                                          | 1:1 (4:2 11 m) | Lučko prošlo boljim izvođenjem jedanaesteraca |
| Sesvetski Kraljevec (Sesvete) – Hrvatski dragovoljac Zagreb | 1:3            |                                               |

 Izvori: 

### Treće kolo (četvrtzavršnica)
| par                                             | rez.           | napomene                                                  |
| ----------------------------------------------- | -------------- | --------------------------------------------------------- |
| 10. travnja 2018.                               |                |                                                           |
| Rudeš Zagreb – Vrapče Zagreb                    | 2:2 (3:4 11 m) | Vrapče prošlo boljim izvođenjem jedanaesteraca            |
| HAŠK Zagreb – Hrvatski dragovoljac Zagreb       | 0:1            |                                                           |
| 11. travnja 2018.                               |                |                                                           |
| Prigorje Markuševec (Zagreb) – Kustošija Zagreb | 0:0 (3:2 11 m) | Prigorje Markuševec prošlo boljim izvođenjem jedanaestera |
| Botinec Zagreb – Lučko                          | 1:4            |                                                           |

 Izvori: 

### Poluzavršnica
| par                                          | rez. | napomene |
| -------------------------------------------- | ---- | -------- |
| 24. travnja 2018.                            |      |          |
| Hrvatski dragovoljac Zagreb – Lučko          | 2:0  |          |
| 25. travnja 2018.                            |      |          |
| Vrapče Zagreb – Prigorje Markuševec (Zagreb) | 7:0  |          |

 Izvori: 

### Završnica
Igrano na stadionu NŠC Stjepan Spajić u Zagrebu 15. svibnja 2018.
| klub1                                       | klub2          | rez.                                                                          |
| ------------------------------------------- | -------------- | ----------------------------------------------------------------------------- |
| Hrvatski dragovoljac Zagreb – Vrapče Zagreb | 2:2 (4:1 11 m) | Hrvatski dragovoljac osvajač Kupa ZNS-a nakon boljeg izvođenja jedanaesteraca |

## Poveznice
- Kup Zagrebačkog nogometnog saveza
- 2. Zagrebačka liga 2017./18.
- 3. Zagrebačka liga 2017./18.

## Vanjske poveznice
- Zagrebački nogometni savez
- nk-maksimir.hr, Kup Zagrebačkog nogometnog saveza  Arhivirana inačica izvorne stranice od 30. srpnja 2012. (Wayback Machine)